# Denham Springs
Denham Springs ist eine Stadt im Bundesstaat Louisiana in den Vereinigten Staaten und Teil des Livingston Parish. Das U.S. Census Bureau hat bei der Volkszählung 2020 eine Einwohnerzahl von 9286 ermittelt. Denham Springs ist eine Vorstadt von Baton Rouge.

## Geschichte
Am 8. Mai 1903 erließ Gouverneur William W. Heard eine Proklamation zur Gründung des Dorfes Denham Springs. Gouverneur Huey Long erklärte Denham Springs am 5. Februar 1929 zur Town und Vizegouverneur Lethar Frazar erklärte Denham Springs am 5. September 1957 zur Stadt.
Mehrere Faktoren beeinflussten das Wachstum von Denham Springs nach 1900, insbesondere der Bau der Eisenbahnlinie, das Wachstum von Baton Rouge als Industriezentrum und die entsprechende Verbesserung der Straßen, die Denham Springs zu einem begehrten Wohnort für Arbeiter aus Baton Rouge machten. Die Eisenbahn veranlasste die allmähliche Ansiedlung von Unternehmen im Bereich der heutigen Range Avenue und machte Denham Springs zu einem Geschäftszentrum.

## Demografie
Nach einer Schätzung von 2019 leben in Denham Springs 9753 Menschen. Die Bevölkerung teilte sich im selben Jahr auf in 81,0 % Weiße, 13,9 % Afroamerikaner, 0,2 % amerikanische Ureinwohner und 0,5 % mit zwei oder mehr Ethnizitäten. Hispanics oder Latinos aller Ethnien machten 3,8 % der Bevölkerung aus. Das mittlere Haushaltseinkommen lag 2017 bei 52.662 US-Dollar und die Armutsquote bei 14,2 %.